# NGC 844
NGC 844 est une galaxie spirale barrée compacte située dans la constellation de la Baleine. NGC 844 a été découverte par l'astronome allemand Albert Marth en 1863.

## Caractéristiques
Sa vitesse par rapport au fond diffus cosmologique est de 4 258 ± 25 km/s, ce qui correspond à une distance de Hubble de 62,8 ± 4,4 Mpc (∼205 millions d'al).